# Truth (Wilfred)
«Truth» (en español «verdad») es el octavo episodio perteneciente a la segunda temporada de la serie de televisión cómica Wilfred. Fue estrenado el 9 de agosto de 2012 en Estados Unidos y el 6 de enero de 2013 en Latinoamérica ambos por FX. En el episodio, un personaje del pasado de Wilfred y Ryan los visita.

## Cita del comienzo
"La verdad te hará libre,pero antes te hará miserable."
James A. Garfield

## Argumento
Por la mañana, Ryan ve a un inquietante Wilfred buscando y ahorrando comida, él le pregunta la razón por la cual hace eso. Wilfred le cuenta del mundo acabará, lo afirma diciendo que los perros tienen intuición para este tipo de cosas. Ryan prefiere hablar de su relación con Amanda, Wilfred le da consejos para que no se enamore, pero al parecer él ya lo está. Wilfred continuando con lo de la gran tragedia, da detalles de como el mundo llegará a su final, sin embargo, sólo se sintió un pequeño sismo, Wilfred aclara que eso no es de lo que estaba hablando. Ryan y Amanda al hablar de sus sentimientos deciden que ella se mude a la casa de él. Al saberlo, Wilfred dice que aún no está listo, y Ryan no le escucha. Al guardar diversas cosas en el sótano un sismo más fuerte se siente, lo que hace que Ryan quede debajo de un librero. Ryan al final le cree a Wilfred el hecho de que algo malo pasaría, pero, Wilfred afirma que eso no es a lo que se refería, dice que lo que viene estará mucho peor. Tiempo después, un hombre entra para ver si alguien ocupaba ayuda, al poder liberarlo del librero, Ryan se da cuenta de que es Bruce. Bruce dice estar ahí por un trabajo sucio solicitado por Wilfred, el cual consistía en buscar las pruebas suficientes para darse cuenta de que no es apto para vivir con Amanda, teniendo una maleta donde tenía tales pruebas. Bruce pide un precio, al principio pide el alma inmortal, sin embargo, Wilfred propone un juego , Bruce acepta. Bruce decide cambiar de oponente y escoge a Ryan para hacer el juego. Ryan y Wilfred comienzan a hablar sobre si lo acepta o no, porque a pesar de que tenga muchas pruebas no cambiará su opinión, pero aun así quiere conocer el contenido de una maleta, finalmente acepta.
Después de una serie de juegos, finalizan con una trivia. Cuando Ryan se equivoca al contestar, Bruce gana por lo cual él se queda la maleta, se despide y antes de marcharse, Wilfred pide muerte súbita, la cual implica a Wilfred, si Ryan pierde le cortarán la cola. Bruce escoge el juego "verdad o atrevimiento", él opta por atrevimiento, es entonces cuando Bruce le obliga a que llame a su padre, al no hacerlo escoge la opción de verdad. Al hacerlo gana la muerte súbita, Ryan dice que no tiene sentido. Wilfred dice que eso es el problema del juego, cuando incluso se gana, también se pierde. Bruce se marcha felicitándolo. Al abrir la maleta ve que es un reloj, al principio piensa que es una bomba, pero los números iban en ascenso, por tanto era un temporizador, Wilfred le pide que presione el botón para detenerlo, el cual marcó más de 12 horas. Wilfred dice que eso es el tiempo que pasó él y con Bruce, finaliza diciendo que tiene que decirle la verdad. Ryan sale y se percata que todo está normal e incluso sale a la calle sorprendido porque parece que él fue el único en sentir tal sismo. Amanda llega con sus cosas personales para instalarlas en la casa de Ryan, sin embargo, él le confiesa que no está preparado aún para hacer eso y pide un tiempo para su relación, ella se marcha llorando, Wilfred trata de consolarla. Más tarde en un paseo, Ryan le pregunta si eso fue a lo que se refería con lo de la gran tragedia, no obstante, Wilfred dice que eso no es.

## Premiación
El episodio ganó un ASC Award por el logro sobresaliente en Cinematografía de media-hora episodio en serie de televisión.

## Recepción

### Audiencia
"Truth" fue visto en su estreno original por FX en Estados Unidos por 0.95 millones de televidentes, generando 0.4 en el grupo demográfico 18-49.

### Recepción crítica
Max Nicholson de IGN dio al episodio un 7.5 sobre 10 y escribió: "Este fue sin duda uno de los episodios más oscuros de la temporada, con sólo un puñado de risas para adherirse. Sin embargo, también nos dio un montón de masticar en cuanto a la existencia de Wilfred y donde Ryan está en emocionalmente. En realidad, se sentía apropiado tener los créditos sobre negro esta semana, ya que la conversación de Ryan y Wilfred en la playa realmente lo decía todo. Algo horrible está a punto de suceder, y parece que no hay forma de detenerlo."
 Rowan Kaiser  de The A.V Club dio al episodio una "A" diciendo: ""Truth" logra golpear puntos óptimos de Wilfred: es raro dejar de ser significativo, y que utiliza las características específicas de la situación de Ryan para hablar de las inquietudes más universales. Es fácilmente el mejor episodio de la serie hasta la fecha."
Blair Marnell de Crave dijo: "Más que cualquier otra entrega desde el estreno de la temporada, este episodio de "Wilfred" fue oscuramente cómico ... y me encantó. Eso es lo que "Wilfred" mejor sabe hacer y quiero ver más episodios como este.."